# 阿兰豁阿

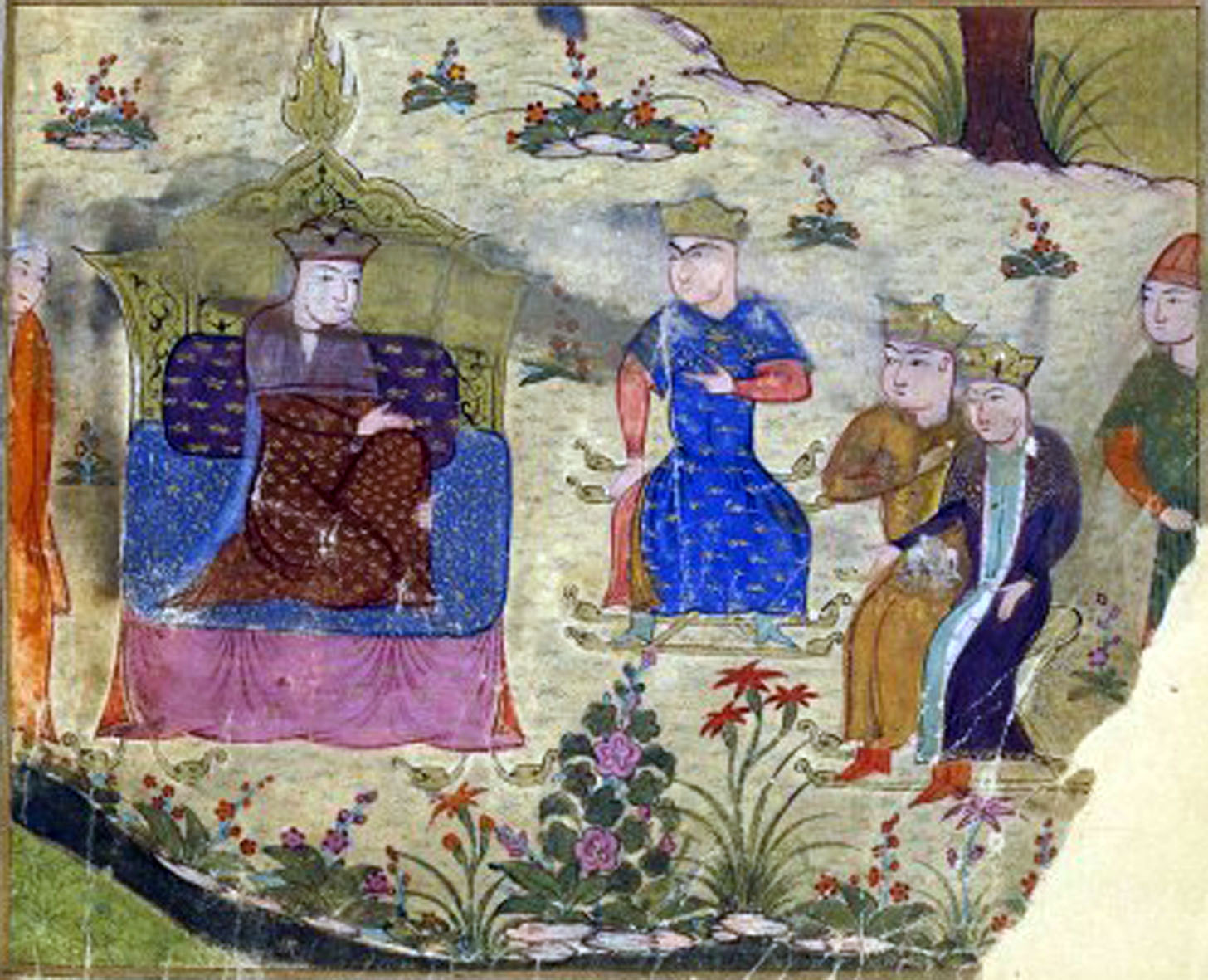
阿兰豁阿及其诸子

阿兰豁阿（秘史记音：阿阑·中豁阿，意为“美丽的阿兰”），又作阿阑豁阿、阿兰果火、阿抡郭斡等，尼伦蒙古诸部族的始祖，成吉思汗十一世祖母。
据《蒙古秘史》记载，阿兰豁阿是豁里秃马敦部人，父亲名为豁里剌儿台篾儿干。她嫁于朵奔篾儿干为妻并育有二子，分别名为不古讷台、别勒古讷台（這兩人為迭列斤蒙古人的祖先）。其夫去世后，她相传又通过感光受孕生了三子，分别名为不忽台塔吉、不合秃撒勒只、孛端察儿（尼鲁温蒙古人的祖先）。其夫死后所生的三子后来繁衍出了尼伦蒙古的各部族。其中不忽台塔吉是合答斤部的始祖，不合秃撒勒只是撒勒只兀惕部的始祖，成吉思汗家族则起源于孛端察儿一支。